# 册亨秋海棠
册亨秋海棠（学名：Begonia cehengensis）为秋海棠科秋海棠属的植物，为中国的特有植物。分布于中国大陆的贵州等地，生长于海拔750米的地区，目前已由人工引种栽培。